# Dissoluzione dei monasteri in Inghilterra

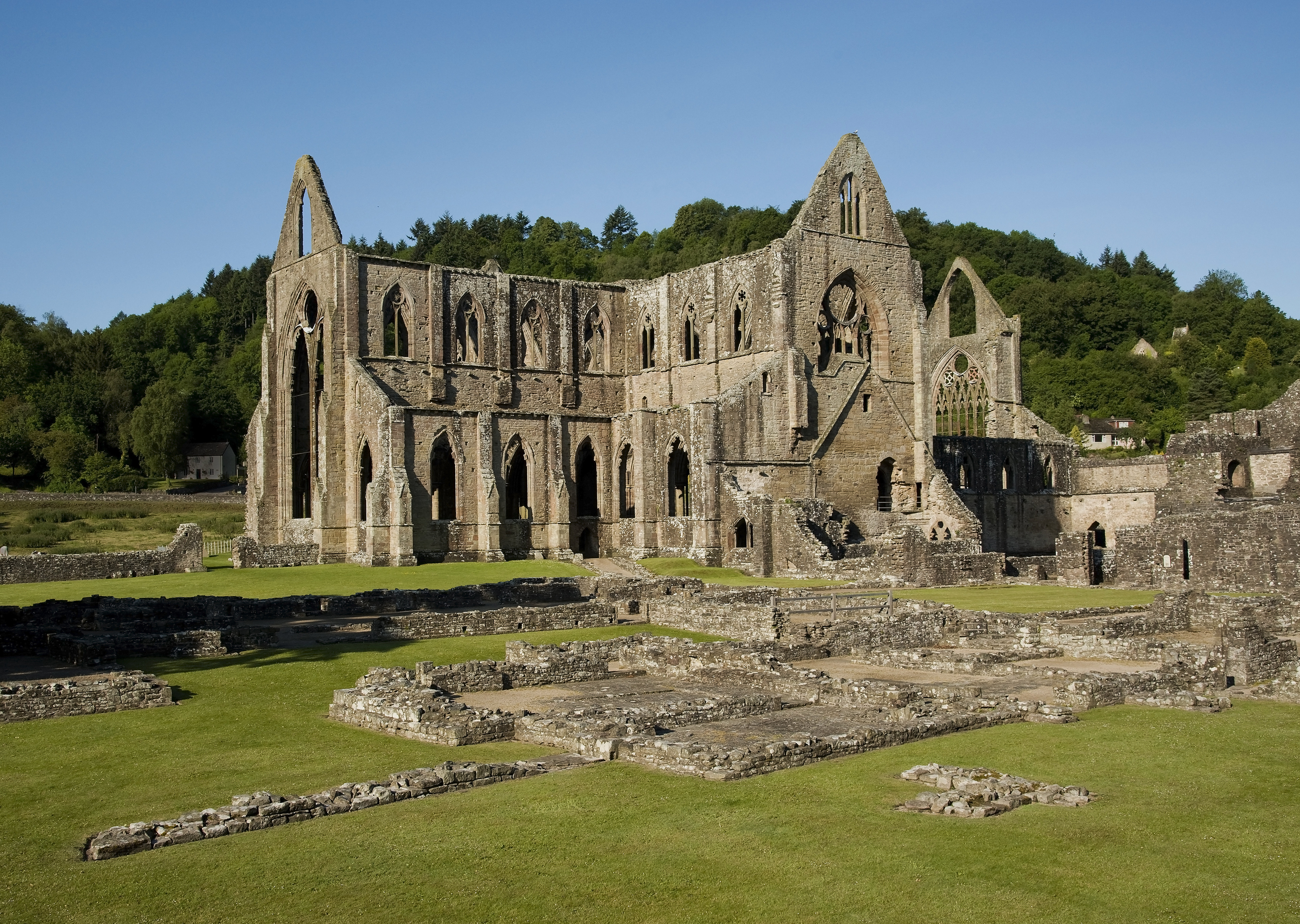
I resti dell'abbazia cistercense di Tintern nel Galles

La dissoluzione dei monasteri o, in ambito cattolico, spesso indicato come soppressione dei monasteri, fu quel processo - che ebbe luogo in Inghilterra fra il 1536 e il 1540 - mediante il quale il re d'Inghilterra Enrico VIII confiscò le proprietà della Chiesa cattolica in Inghilterra, nella sua nuova funzione di capo della Chiesa anglicana.

## Descrizione
Questo fatto non deve essere visto come un effetto diretto della riforma luterana che allora aveva luogo nell'Europa continentale, poiché, malgrado l'interruzione della giurisdizione ecclesiastica del papa sul regno d'Inghilterra, l'anglicanesimo, che stava allora prendendo forma, da un punto di vista dottrinale non aveva ancora sancito una netta differenza teologica con Roma. In questa fase l'anglicanesimo può essere visto come una forma di "Cattolicesimo di Stato", come sancito nei Sei Articoli di Enrico VIII del 1539. Secondariamente, fu solo con l'influenza del poi scomunicato Thomas Cranmer (arcivescovo di Canterbury sotto Enrico VIII, che sposò segretamente la nipote di un teologo luterano di Norimberga) e di Edoardo Seymour, Primo Duca di Somerset e Conte di Hertford (che divenne Lord Protettore del regno e Governatore della Persona del Re nell'organizzazione della reggenza dell'erede di Enrico VIII, Edoardo VI), che l'anglicanesimo di Enrico VIII prese un indirizzo protestante di sfumatura calvinista.
Nel mese di novembre del 1529, sotto il regno di Enrico VIII, vennero approvate le leggi di riforma contro la Chiesa, mettendo così fine al controllo dei testamenti e delle spese funerarie per la sepoltura in terreno consacrato e regolando più rigidamente il diritto di asilo per malviventi e assassini. Venne inoltre limitato a quattro il numero di cariche ecclesiastiche poste in capo ad un unico individuo (tutto fu discusso senza approvazione del papa e non poteva perciò aver valore canonico). Si trattava in sostanza più di stabilire la giurisdizione del re in uno "Stato cattolico", che non di intraprendere una sorta di "riforma" (la quale poi venne).
Ciononostante, ci fu una forte resistenza da parte dei fedeli e degli ecclesiastici fedeli alla Chiesa cattolica. L'opposizione a Enrico VIII fu impersonificata dal cardinale e arcivescovo Reginald Pole. In principio, Enrico VIII (senza averne diritto) offrì a Pole l'arcivescovado di York o la diocesi di Winchester a condizione che sostenesse il divorzio del re da Caterina d'Aragona. Pole negò il suo appoggio e nel 1532 andò volontariamente in esilio in Francia e in Italia, proseguendo i suoi studi a Padova e Parigi. Nel 1536, contro il suo volere, venne nominato cardinale da Papa Paolo III, che lo scelse come uno dei tre legati al concilio di Trento, e, dopo la morte del Papa nel 1549, per un solo voto Pole non venne eletto pontefice.
È stato ipotizzato che la confisca delle terre e delle proprietà ecclesiastiche di questi enti religiosi sia stato il maggior obiettivo del distacco dalla Chiesa di Roma da parte di Enrico VIII sancito con il divorzio da Caterina d'Aragona; ciò non è però direttamente dimostrabile, poiché prima di procedere con lo scisma e il divorzio, Enrico VIII insistette per cinque anni nel chiedere al papa l'annullamento del matrimonio. Piuttosto, una volta ottenuto il controllo sulla Chiesa inglese, sembra che non fosse più in grado di resistere alla tentazione di utilizzare i beni ecclesiastici per azzerare i debiti del paese, considerando che la Chiesa aveva entrate tre volte maggiori rispetto a quelle dello Stato.
Inoltre, non mancò anche il movente politico: una volta consumata la rottura, la Dissoluzione può essere vista come un modo per eliminare quelle organizzazioni che erano la maggior fonte di opposizione alla politica di Enrico VIII.
Enrico si dichiarò Supremo Capo della Chiesa d'Inghilterra nel febbraio 1531. Nell'aprile 1533 la legge sulla restrizione degli appelli abrogò il diritto dei chierici ad appellarsi a "tribunali stranieri", cioè a Roma, e il re divenne capo assoluto in ogni questione spirituale o finanziaria.
Nel 1534 il re, con l'assenso del Parlamento, autorizzò Thomas Cromwell, un laico al servizio della corona dal 1530, a "visitare" tutti i monasteri (termine che include abbazie e conventi) apparentemente per rendere edotti i religiosi delle nuove regole relative alla supervisione del re che sostituiva quella papale, ma in realtà per inventariare i loro beni. Qualche mese dopo, nel gennaio 1535, quando fu assorbita la costernazione causata dal fatto di avere un visitatore laico anziché un vescovo, l'autorità di Cromwell fu delegata ad una commissione indipendente. Questa fase è denominata visitazione dei monasteri.
Nell'estate di quell'anno i visitatori cominciarono la loro opera e vennero inviati predicatori e "ammonitori" che dal pulpito tenevano sermoni prevalentemente su tre temi, infarcendo la plebe di falsità e notizie pretestuose:
- monaci e suore dei monasteri erano ipocriti e stregoni, che vivevano nel lusso commettendo ogni sorta di peccati;
- questi stessi monaci e suore sfruttavano il lavoro del popolo senza dare nulla in cambio e perciò erano un danno per l'economia dell'Inghilterra;
- se il re avesse avuto il possesso dei beni dei monasteri, si sarebbero potute abolire le tasse per il popolo.

Nel frattempo, durante la seconda metà del 1535, i commissari visitatori inviavano a Cromwell relazioni sugli scandali, di natura sessuale e finanziaria, che affermavano falsamente di scoprire.
Il Parlamento emise nel 1536 una legge, basata in gran parte su queste relazioni faziose per assegnare al re tutti i monasteri con entrate annuali inferiori a duecento sterline: i monasteri più piccoli vennero perciò svuotati e confiscati. La vita monastica, la cui fama di corruzione era stata falsamente amplificata, ma che era invece alta almeno dai tempi di Agostino di Canterbury, era in declino per mancanza di rendite: nel 1536 le tredici case cistercensi del Galles contavano ottantacinque monaci in tutto.
Il movimento non produsse ovviamente tanto denaro come ci si aspettava, anche dopo che il sovrano riabilitò alcuni dei monasteri, per poi confiscarli nuovamente.
Nell'aprile del 1539 un nuovo Parlamento emise una legge che confiscò i rimanenti monasteri inglesi. Alcuni abati si opposero e, in quell'autunno, gli abati di Colchester, di Glastonbury e Reading vennero condannati a morte per tradimento.
Gli altri abati preferirono devolvere le abbazie al re. Alcuni degli edifici ecclesiastici vennero demoliti per ricavarne materiale per edifici secolari. Alcune delle case benedettine minori furono assegnate alle chiese parrocchiali o anche acquistate da parrocchie facoltose. Le reliquie vennero distrutte e furono scoraggiati i pellegrinaggi, causando forti ripercussioni alle località dove si trovavano noti santuari come Glastonbury (l’Abbazia), Bury St. Edmunds (la Cattedrale di St Edmundsbury) e Canterbury.
Le necessità finanziarie di Enrico VIII non erano però terminate. Molte abbazie furono rivendute, a prezzi speciali, alla nuova nobiltà Tudor, rendendola sempre più una classe sociale allineata con le nuove istituzioni protestanti.
Fra le maggiori perdite culturali derivate dalla dissoluzione bisogna ricordare la distruzione del patrimonio librario dei monasteri. Si ritiene che la maggior parte dei primi manoscritti anglosassoni andò perduta in questo periodo. Anche la soppressione delle scuole catechetiche e degli ospedali monastici ebbe conseguenze negative, soprattutto a livello locale.
Molti dei monasteri e dei conventi soppressi vennero venduti per importi simbolici (spesso alla popolazione locale); dei religiosi, alcuni ricevettero delle pensioni, altri continuarono a servire nelle parrocchie. Anche se il valore totale della proprietà confiscata era stata calcolato intorno alle 200 000 sterline, l'effettivo reddito ricavato da re Enrico dal 1536 fino al 1547 raggiunse solo le 37 000 sterline all'anno, circa un quinto di quanto ne avevano ricavato i monaci.
La dissoluzione non ebbe ovunque il consenso della popolazione. Nel 1536 scoppiarono rivolte popolari nel Lincolnshire e nello Yorkshire e l'anno successivo si verificò un'ulteriore sollevazione nel Norfolk. Si diffusero inoltre voci secondo le quali il re stava per sopprimere anche le parrocchie e per tassare il bestiame. I rivoltosi chiedevano di porre fine allo scioglimento dei monasteri, l'allontanamento di Cromwell e la nomina della figlia maggiore di Enrico, Maria la Cattolica, come successore al posto del figlio minore Edoardo. Enrico blandì i rappresentanti della ribellione con vaghe promesse, poi ordinò l'esecuzione sommaria di alcuni dei loro capi.